# Джайлак
Джайла́к (также Ильгеры́-Джайла́к; укр. Ільґєри-Джайлак, крымскотат. İlgeri Caylaq, Ильгери Джайлакъ) — исчезнувшее село в Первомайском районе Республики Крым, располагавшееся на северо-востоке района, в степной части Крыма, примерно в 2,5 километрах к юго-востоку от современного села Пшеничное.

### Динамика численности населения
| - 1805 год — 206 чел. - 1864 год — 13 чел. - 1892 год — 0 чел. | - 1915 год — 21/27 чел. - 1926 год — 41 чел. |

## История
Первое документальное упоминание встречается в Камеральном Описании Крыма… 1784 года, судя по которому, в последний период Крымского ханства в Четырлыкский кадылык Перекопского каймаканства входил Бьюк Джайлак. После присоединения Крыма к России (8) 19 апреля 1783 года, (8) 19 февраля 1784 года, именным указом Екатерины II сенату, на территории бывшего Крымского Ханства была образована Таврическая область и деревня была приписана к Перекопскому уезду. После Павловских реформ, с 1796 по 1802 год, входила в Акмечетский уезд Новороссийской губернии. По новому административному делению, после создания 8 (20) октября 1802 года Таврической губернии, Эльгеры-Джайлак был включён в состав Бозгозской волости Перекопского уезда.
По Ведомости о всех селениях в Перекопском уезде состоящих с показанием в которой волости сколько числом дворов и душ… от 21 октября 1805 года в деревне Илгеры-Джаилак числилось 28 дворов и 206 жителей крымских татар. На военно-топографической карте генерал-майора Мухина 1817 года деревня Биюк жайляв обозначена с 21 двором. После реформы волостного деления 1829 года Эльгеры Джайлак, согласно «Ведомости о казённых волостях Таврической губернии 1829 года» отнесли к Эльвигазанской волости (переименованной из Бозгозской). В те годы, видимо, вследствие эмиграции крымских татар в Османскую империяю, деревня заметно опустела и на карте 1836 года в деревне 8 дворов, а на карте 1842 года Илгеры-Джайляк обозначен условным знаком «малая деревня», то есть, менее 5 дворов.
В 1860-х годах, после земской реформы Александра II, деревню приписали к Ишуньской волости. В «Списке населённых мест Таврической губернии по сведениям 1864 года», составленном по результатам VIII ревизии 1864 года, Эльгеры-Джайляк — владельческая деревня с 2 дворами и 13 жителями при колодцахъ. По обследованиям профессора А. Н. Козловского начала 1860-х годов, в селении была «вода пресная в колодцах глубиною 15—20 саженей» (от 31 до 42 м). На трёхверстовой карте Шуберта 1865—1876 года в деревне Ильгеры-Джайляк обозначено 5 дворов, а, согласно «Памятной книжке Таврической губернии за 1867 год», деревня Эльгеры Джайляк лежала в развалинах, покинутая жителями, ввиду эмиграции крымских татар, особенно массовой после Крымской войны 1853—1856 годов, в Турцию.
После земской реформы 1890 года Эльгеры-Джайлак отнесли к Джурчинской волости. Согласно «…Памятной книжке Таврической губернии на 1892 год», в деревне Эльгеры-Джайлак, не входившей ни в одно сельское общество, было 1 домохозяйство, в котором жителей не числилось. По Статистическому справочнику Таврической губернии. Ч.II-я. Статистический очерк, выпуск пятый Перекопский уезд, 1915 год, в экономии Джайлак (Цибарта) Джурчинской волости Перекопского уезда числился 1 двор с немецким населением в количестве 21 человека приписных жителей и 27 — «посторонних», из которых 33 мужчины и 15 женщин. В экономии числилось 650 десятин удобной земли. В хозяйстве имелось 82 лошади, 40 волов, 20 коров и 12 голов мелкого скота.
После установления в Крыму Советской власти и учреждения 18 октября 1921 года Крымской АССР, в составе Джанкойского уезда был образован Курманский район, в состав которого включили село. В 1922 году уезды получили название округов. 11 октября 1923 года, согласно постановлению ВЦИК, в административное деление Крымской АССР были внесены изменения, в результате которых был ликвидирован Курманский район и село включили в состав Джанкойского. Согласно Списку населённых пунктов Крымской АССР по Всесоюзной переписи 17 декабря 1926 года, на хуторе Джайлак Джурчинского сельсовета Джанкойского района, числилось 11 дворов, все крестьянские, население составляло 41 человек, из них 39 русских, 2 записаны в графе «прочие». Постановлением ВЦИК РСФСР от 30 октября 1930 года был создан Фрайдорфский еврейский национальный район (переименованный указом Президиума Верховного Совета РСФСР № 621/6 от 14 декабря 1944 года в Новосёловский) (по другим данным 15 сентября 1931 года) и село включили в его состав, а после разукрупнения в 1935-м и образования также еврейского национального Лариндорфского (с 1944 — Первомайский), село переподчинили новому району. Село ещё обозначено на километровой карте Генштаба 1941 года, в дальнейшем в доступных документах не встречается.